# Distretto di Ngabé
Ngabé a volte indicato come Ngabe, è un distretto della Repubblica del Congo, che fa parte del dipartimento di Pool. È composto dal centro abitato omonimo e dall'area rurale circostante.